# Mennica we Wschowie

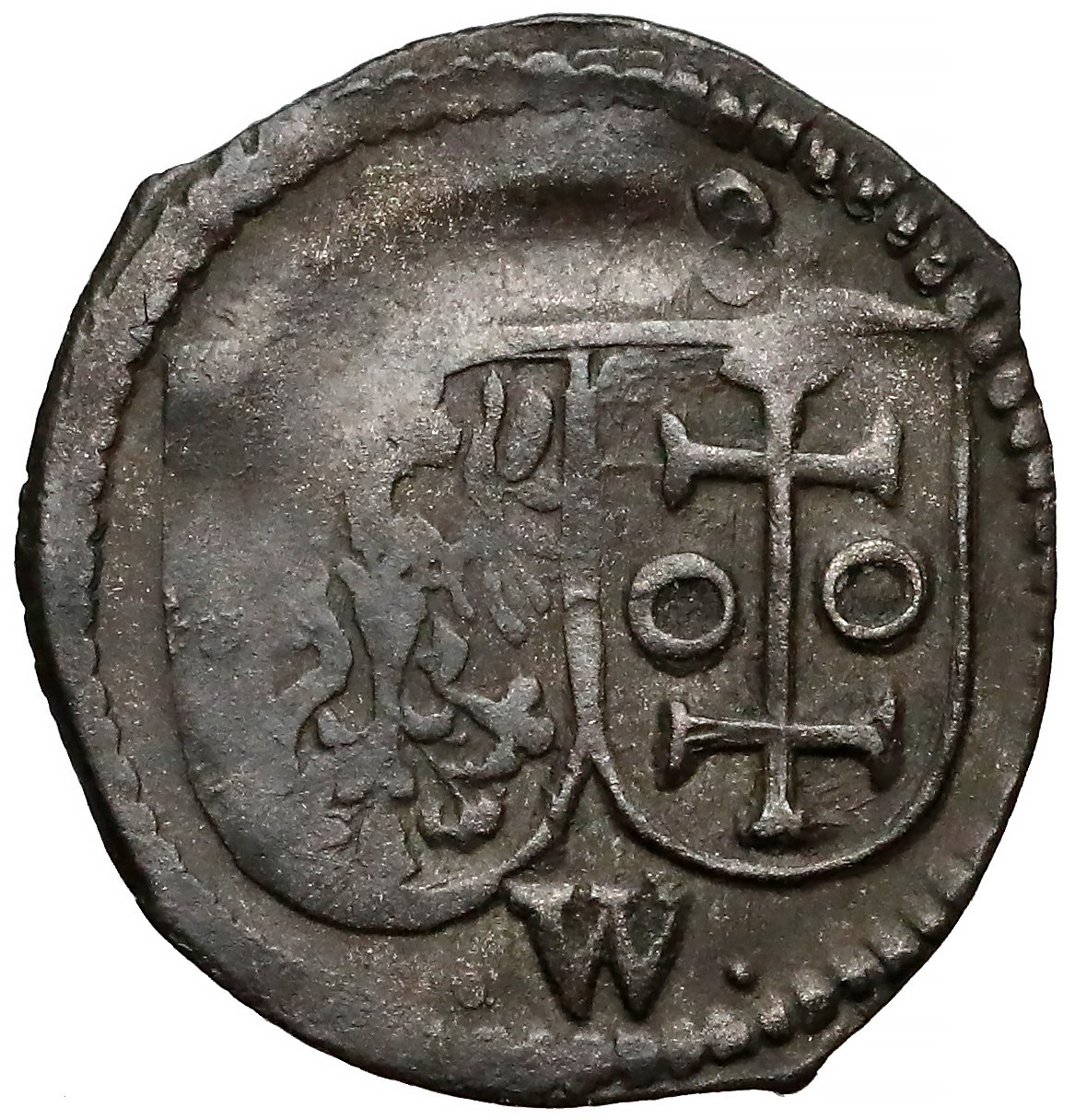
Jednostronny denar miejski Wschowy z 1608 r.

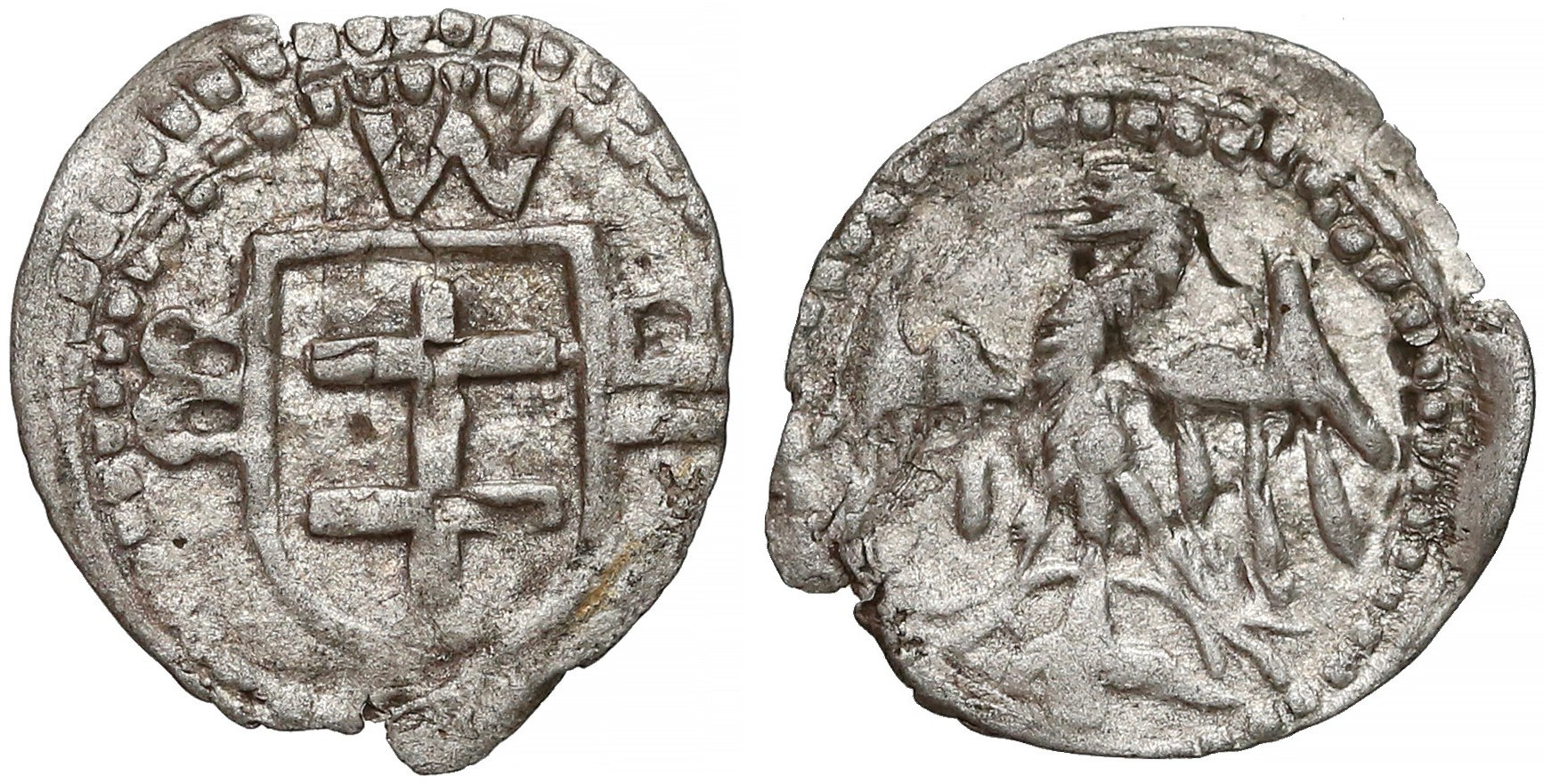
Wschowski denar bity w czasach Władysława II Jagiełły

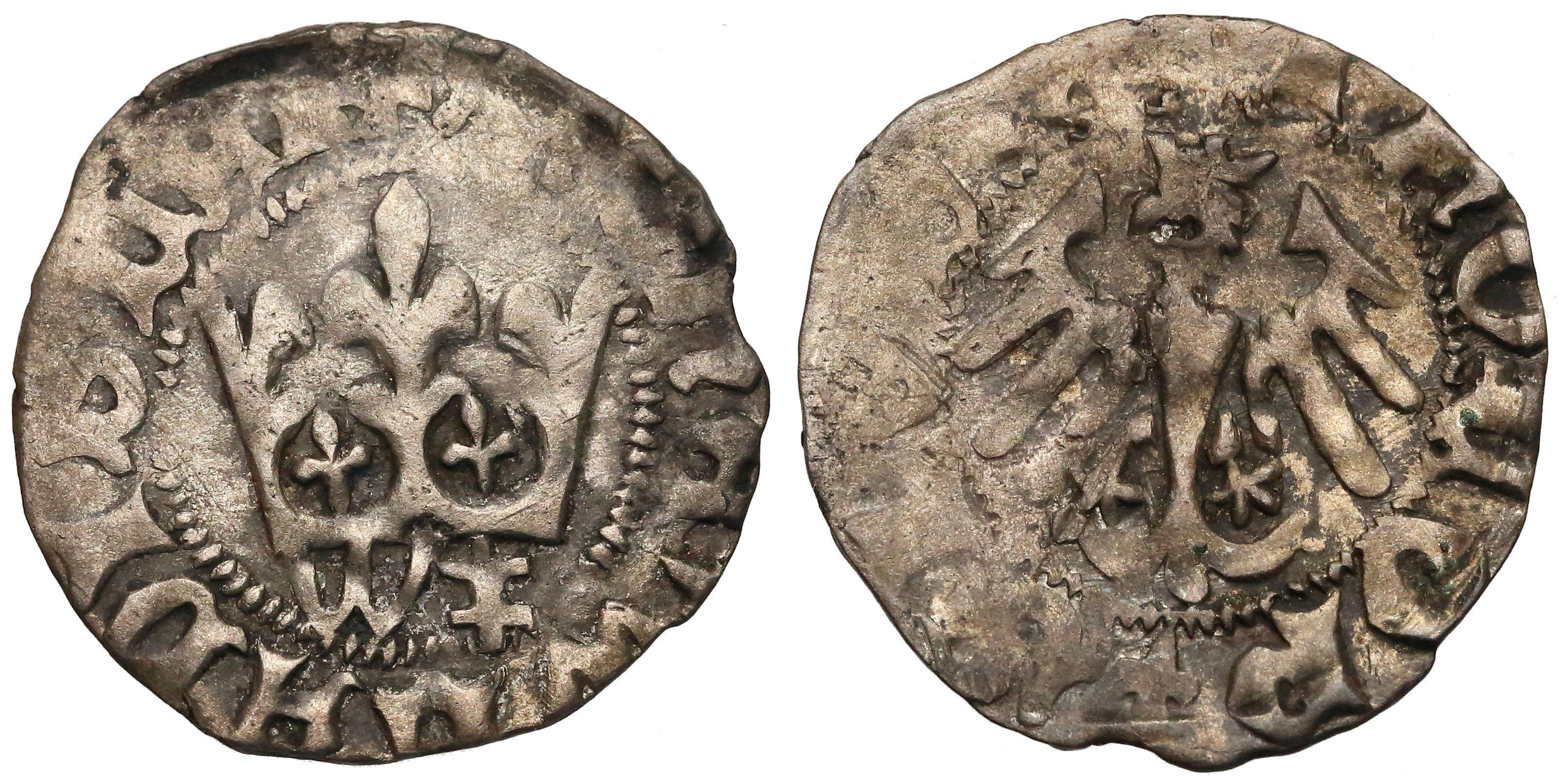
Półgrosz Władysława II Jagiełły bity we Wschowie

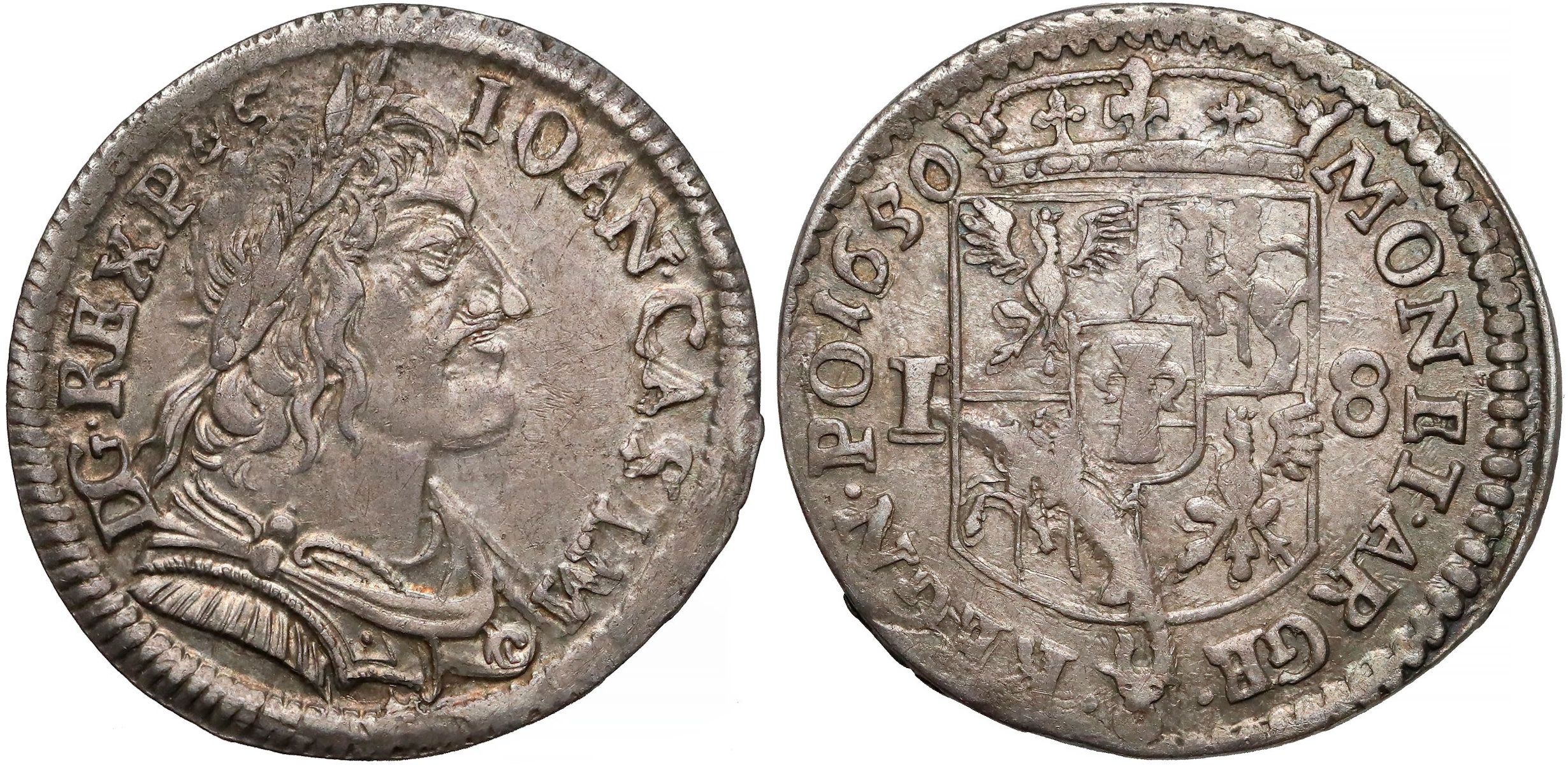
Ort koronny z 1650 r. bity we Wschowie

Mennica we Wschowie – z siedzibą w miejscowości o tej samej nazwie:
1. miejska mennica, w której bito denary za:
  - Jadwigi
  - Władysława II Jagiełły,
  - Zygmunta III Wazy w latach: 1588–1593, 1595–1596, 1599–1600, 1602–1604, 1608–1610, 1612.
2. mennica koronna, w której:
  - Władysław II Jagiełło bił półgrosze,
  - Zygmunt III Waza bił: 
    - szelągi (1595–1601 oraz bez daty),
    - trojaki (1593–1596, 1599–1601) oraz
    - szóstaki (1595, 1599) – sygnowane hakami zarządcy Walentego Jahnsa, różą zarządcy Hermana Rüdigera, gałązkami z jagodami dzierżawcy Jana Dittmara, inicjałami EK mincerza Ernesta Knorra oraz monogramem miejskim F.

  - Jan II Kazimierz bił: 
    - miedziane szelągi (1650),
    - grosze (1650),
    - dwojaki (1650–1652, 1654),
    - trojaki (1650), szóstaki (1650),
    - orty (1650–1655), ½ talara (1651–1652),
    - talary (1651–1652),
    - ½ dukata (bez daty, 1653–1654),
    - dukaty (1650–1655),
    - dwudukaty (1650–1652, 1654) – sygnowane inicjałami AT dzierżawcy Andrzeja Tymfa i MW – mennicy wschowskiej.